# Моффо, Анна
А́нна Мо́ффо (англ. Anna Moffo; 1932—2006) — итало-американская оперная певица (лирико-колоратурное сопрано) и киноактриса.

## Биография

### Ранние годы
Анна Моффо родилась 27 июня 1932 года в Филадельфии, Уэйн, штат Пенсильвания (США). Родители будущей певицы — сапожник Николо Моффо и его жена Регина Чинти — были итальянцами. После окончания средней школы Анна Моффо начала заниматься вокалом в Филадельфии в Кёртисовском институте музыки у Эуджении Джаннини-Грегори, сестры знаменитой певицы-сопрано Дусолины Джаннини. В 1954 году Анна Моффо получила стипендию Фулбрайта, что дало ей возможность поехать в Италию для продолжения музыкального образования. В Италии она училась в Риме в Национальной академии Санта-Чечилии, где её педагогами были известная певица-сопрано Мерседес Льопарт и маэстро Луиджи Риччи.

### Оперная карьера
В 1955 году состоялся итальянский дебют Анны Моффо на фестивале в Сполето, где она спела партию Норины в опере «Дон Паскуале» Доницетти.
В возрасте 24 лет, 24 января 1956 года певица выступила в партии Чио-Чио-сан в телевизионной версии оперы Пуччини «Мадам Баттерфляй». Этот фильм был снят итальянской телекомпанией RAI. Режиссёром был Марио Ланфранки, который 8 декабря 1957 года стал первым мужем Анны Моффо. Незадолго до свадьбы Анна Моффо выступила на концерте в Римской Опере. Герберт фон Караян пригласил её спеть партию Наннетты в «Фальстафе». Также Анну Моффо пригласили выступить в партиях Церлины в «Дон-Жуане», Амины в «Сомнамбуле», на фестивале Экс-ан-Прованс, и сделали её дебютные записи на студии EMI: партии Наннетты («Фальстаф») под управлением Караяна, Мюзетты в «Богеме» с Марией Каллас, Джузеппе ди Стефано и Роландо Панераи. В 1957 году, сразу же после свадьбы, певица дебютировала в миланском театре «Ла Скала», в Венской государственной опере, на Зальцбургском фестивале, в неаполитанском театре Сан-Карло.

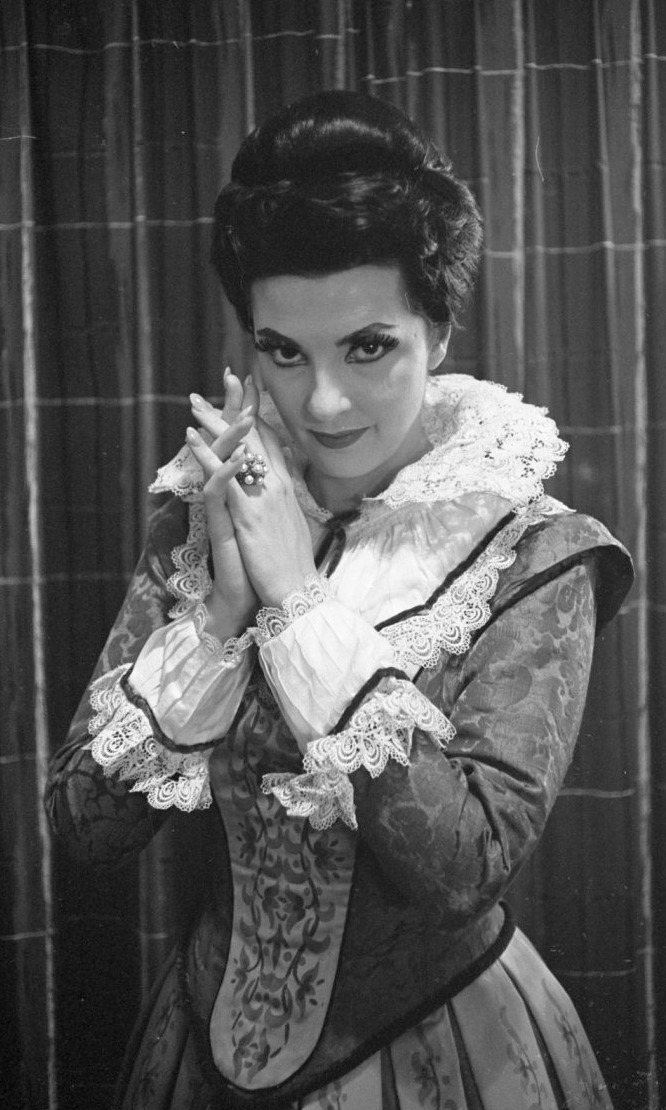
А. Моффо в опере «Пуритане» в 1962 г.

14 ноября 1959 года состоялся её дебют в Метрополитен опера с партией Виолетты в опере «Травиата» Верди, в которой она выступит более 880 раз. Анна Моффо выступала на сцене театра Метрополитен-опера в течение семнадцати сезонов. В её репертуаре были такие партии, как Амина в «Сомнамбуле», Эльвира в «Пуританах», Адина в «Любовном напитке», Лючия ди Ламмермур, Джульетта, Мари в «Дочери полка», Джильда в «Риголетто», Маргарита в «Фаусте», Микаэла в «Кармен», Манон, Тоска, Мими в «Богеме», Лю в «Турандот», Сюзанна в «Свадьбе Фигаро», Памина в «Волшебной флейте», Леонора в «Трубадуре», Луиза Миллер, Кармен и другие.
Певица часто выступала как в Европе, так и в США, на сценах разных театров и городов, частые переезды и большой объём работы привёл её к физическому истощению и проблемам с голосом, поэтому с 1976 года её оперная карьера пошла на спад.

### Последующие годы
Анна Моффо проявила себя не только как оперная певица, но пробовала себя также в качестве пианистки, альтистки, актрисы кино, ведущей телепередачи, танцовщицы, сочинительницы песен. Так, например, в 1960 году она снялась в кинофильме «Битва при Аустерлице», в 1962 году в роли Серпины в фильме-опере «Служанка-госпожа», в 1965 году снялась в фильме «Домашнее хозяйство по-итальянски», в 1970 году снялась в фильме «Развод», с 1960 по 1973 годы вела передачу на итальянском телевидении «Шоу Анны Моффо». В 1968 году Анна Моффо снялась в фильме-опере «Травиата», а в 1971 году — в фильме-опере «Лючия ди Ламмермур». Оба фильма-оперы были сняты на итальянском телевидении RAI режиссёрами Сандро Больчи и первым мужем певицы — Марио Ланфранки. В начале 1970-х годов Анна Моффо стала сниматься на немецком телевидении в фильмах-опереттах — таких, как «Королева чардаша» (1971), «Летучая мышь» (1971), «Прекрасная Елена» (1975). Также Анна Моффо снялась в нескольких кинофильмах: «История любви» (1970), «Концерт для одного пистолета» (1970) и других.
В 1972 году Анна Моффо развелась с Ланфранки, а через два года, 14 ноября 1974 года, вышла замуж за одного из руководителей RCA Роберта Сарнова. Они оставались вместе до самой смерти Сарнова 22 февраля 1997 года.

### Смерть
Последние годы жизни Анна Моффо тяжело болела: у неё был рак молочной железы, и на протяжении 10 лет она боролась с болезнью. Певица скончалась 9 марта 2006 года в Нью-Йорке в возрасте 73 лет от инсульта. Похоронена рядом с Сарновым на кладбище Кенсико в городе Валгалле штата Нью-Йорк.

## Избранная дискография

### CD
Избранные записи RCA
- 1957 — Пуччини «Мадам Баттерфляй»
- 1960 — Арии из «Фауста», «Богемы», «Диноры», «Кармен», «Семирамиды», «Турандот», «Лакме»
- 1960 — Верди «Травиата»
- 1961 — Пуччини «Богема»
- 1962 — Перголези «Служанка-госпожа»
- 1962 — Концерт из арий Верди
- 1963 — Верди «Риголетто»
- 1963 — Пуччини «Манон Леско» (фрагменты)
- 1963 — Массне «Манон» (фрагменты)
- 1964 — Песни Оверни / Вилла-Лобос: Бахиана / Рахманинов: Вокализ
- 1964 — Верди «Луиза Миллер»
- 1965 — Глюк «Орфей и Эвридика»
- 1965 — Доницетти «Лючия ди Ламмермур»
- 1966 — Пуччини «Ласточка»
- 1974 — Массне «Таис»
- 1976 — Montemezzi «L’Amore dei tre re»

### DVD
- 1956 — «Мадам Баттерфляй» (ТВ)
- 1956 — «Сомнамбула» (ТВ)
- 1956 — «Фальстаф» (ТВ)
- 1960 — «Битва при Аустерлице»
- 1962 — «Служанка-госпожа»
- 1965 — «Домашнее хозяйство по-итальянски»
- 1968 — «Травиата»
- 1969 — «Искатели приключений»
- 1970 — «История любви»
- 1970 — «Концерт для одного пистолета»
- 1970 — «Развод»
- 1971 — «Лючия ди Ламмермур»
- 1971 — «Королева чардаша» («Сильва»)
- 1971 — «Летучая мышь»
- 1975 — «Прекрасная Елена» (ТВ)